# Nema (ort i Mikronesiens federerade stater)
Nema är en ort i Mikronesiska federationen.   Den ligger i kommunen Nema Municipality och delstaten Chuuk, i den västra delen av landet, 600 km väster om huvudstaden Palikir. Nema ligger 12 meter över havet och antalet invånare är 995. Den ligger på ön Nema Island.
Terrängen runt Nema är mycket platt.  Det finns inga andra samhällen i närheten. 